# Droga wojewódzka nr 867

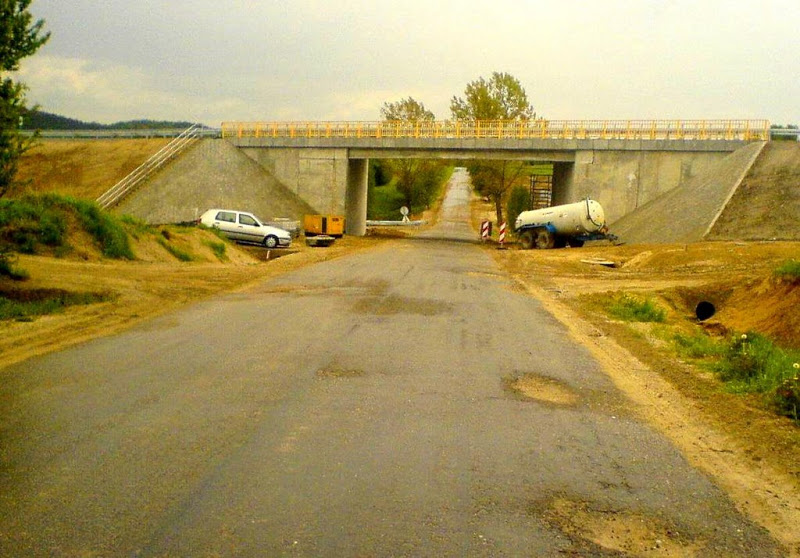
Wiadukt DK17 nad DW867 w Hrebennem

Droga wojewódzka nr 867 (DW867) – droga wojewódzka klasy G, o długości 82,728 km, łącząca Sieniawę z Hrebennem.
Droga przebiega równoleżnikowo przez cztery powiaty: przeworski, jarosławski, lubaczowski oraz tomaszowski. Prowadzi między innymi przez Roztocze Wschodnie.

## Aktualne Inwestycje
Na odcinku Prusie – Siedliska o długości 3,331 km droga była nieciągła – istniała jako droga gruntowa. Kosztem ponad 7,5 mln zł wybudowano dwa brakujące odcinki, a otwarcie całej drogi odbyło się 14 listopada 2014 roku.
W ten sposób powstało kluczowe w zakresie komunikacji przygranicznej, a zarazem wygodne połączenie czterech polsko-ukraińskich przejść granicznych: drogowego w Hrebennem, kolejowego w Hrebennem, kolejowego w Werchracie oraz drogowego w Budomierzu.

## Planowane inwestycyjne
Na lata 2017–2018 zaplanowana jest rozbudowa na odcinku 40,1 km: Sieniawa-Oleszyce-Lubaczów. Inwestycja będzie podzielona na 3 etapy:
Etap I: ~31,5 km od Sieniawy – km 0+000 do zlokalizowanego w zachodniej części Oleszyc skrzyżowania z drogą wojewódzką 865 przy ul. Jarosławskiej.
Etap II: odcinek ~5,2 km – północna obwodnica Oleszyc, wraz z rozbudową istniejącej drogi, aż do zlokalizowanego w południowo-zachodniej części Lubaczowa skrzyżowania ulic kard. S. Wyszyńskiego i Sportowej.
Etap III: ~3,4 km południowa obwodnica Lubaczowa kończąca się w zachodniej części Lisich Jam na skrzyżowaniu drogi wojewódzkiej nr 866 z ul. Wspólną.

## Ważniejsze miejscowości leżące przy trasie DW867
- Sieniawa (DW835, DW870)
- Dybków (DW870)
- Oleszyce (DW865)
- Lubaczów (DW866)
- Horyniec-Zdrój
- Werchrata
- Hrebenne (droga krajowa nr 17 – E372)